# Парламентские выборы в Норвегии (1961)
Парламентские выборы в Норвегии проходили 11 сентября 1961 года. В результате победу одержала Рабочая партия, которая получила 74 из 150 мест и, хотя партия потеряла абсолютное большинство в парламенте, имевшееся с 1945 года, она осталась правящей партией.
В результате третье правительство Эйнара Герхардсена продолжило свою работу. В августе 1963 года оно было вынуждено уйти в отставку из-за дела Kings Bay в результате катастрофы на шахте в посёлке Ню-Олесунн, когда Социалистическая народная партия проголосовала вместе с буржуазными партиями за вотум недоверия правительству. Однако первое со времён Второй мировой войны несоциалистическое правительство Йона Линга проработало в течение нескольких недель, прежде чем его сменило четвёртое правительство Эйнара Герхардсена.

## Результаты
| Партия                                | Партия                                   | Голоса    | %    | Места | +/-   |
| ------------------------------------- | ---------------------------------------- | --------- | ---- | ----- | ----- |
|                                       | Рабочая партия                           | 860 526   | 46,8 | 74    | -4    |
|                                       | Консервативная партия                    | 354 369   | 19,3 | 29    | 0     |
|                                       | Христианская народная партия             | 171 451   | 9,3  | 15    | +3    |
|                                       | Либеральная партия                       | 132 429   | 7,2  | 14    | -1    |
|                                       | Партия Центра                            | 125 643   | 6,8  | 16    | +1    |
|                                       | Объединённый список ПЦ-ЛП                | 75 822    | 4,1  | [a]   | -     |
|                                       | Коммунистическая партия                  | 53 678    | 2,9  | 0     | -1    |
|                                       | Социалистическая народная партия         | 43 996    | 2,4  | 2     | новая |
|                                       | Объединённый список ХНС-КП               | 19 409    | 1,1  | [b]   | -     |
|                                       | Свободные списки левых избирателей       | 2 360     | 0,1  | 0     | новая |
|                                       | Норвежская социал-демократическая партия | 478       | 0,0  | 0     | 0     |
|                                       | Прочие голоса                            | 64        | 0,0  | -     | -     |
| Недействительных/пустых бюллетеней    | Недействительных/пустых бюллетеней       | 10 323    | -    | -     | -     |
| Всего                                 | Всего                                    | 1 850 548 | 100  | 150   | 0     |
| Зарегистрированных избирателей / Явка | Зарегистрированных избирателей / Явка    | 2 340 495 | 79,1 | -     | -     |
| Источники: Nohlen & Stöver            |                                          |           |      |       |       |

a  Объединённый партийный список ПЦ и ЛП получил 8 мест, три из которых выиграли либералы и пять мест — центристы.
b  Объединённый партийный список ХНС и КП получил 2 места, по одному на каждую партию.